# Jürgen Tarrach

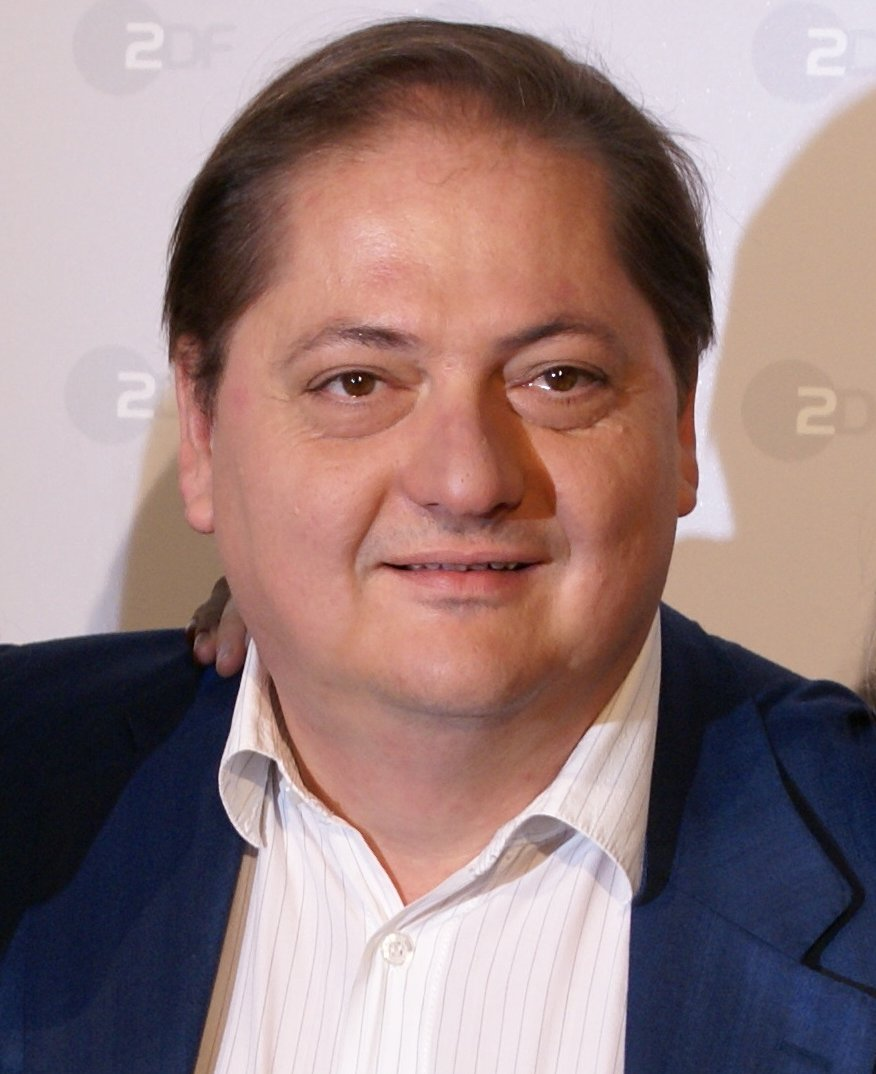
Jürgen Tarrach, 2008

Jürgen Tarrach (* 17. Dezember 1960 in Geilenkirchen) ist ein deutscher Schauspieler, Synchron- sowie Hörspielsprecher und Musiker. Seinen Durchbruch hatte er 1997 als Kölner Drogenfahnder Docker in der ZDF-Krimireihe Die Musterknaben. Er wirkte in etlichen Theaterinszenierungen und bislang in über 130 Film- und Fernsehproduktionen mit.

## Leben

### Herkunft und Ausbildung
Jürgen Tarrach wuchs in den ersten Lebensjahren im Stadtteil Boscheln von Übach-Palenberg auf. Er besuchte dort den Kindergarten St. Fidelis Boscheln. Seine Eltern hatten in der Brünestraße ein Elektrogeschäft. Er zog mit seinen Eltern nach Wassenberg. Tarrach besuchte in Erkelenz das Cusanus-Gymnasium, wo er 1980 im Schultheater die Titelrolle in Max Frischs Biedermann und die Brandstifter übernahm. Von 1982 bis 1985 absolvierte er das Max-Reinhardt-Seminar in Wien, nachdem er in Essen, Berlin und München abgelehnt worden war.

### Theater
Erste Engagements am Theater hatte Tarrach in Münster, Bonn, Nürnberg und Karlsruhe. In Karlsruhe spielte er Helmut Qualtingers Einpersonenstück Der Herr Karl.
Im Sommer 2013 stand Jürgen Tarrach als Mammon in der Jedermann-Inszenierung bei den Salzburger Festspielen auf der Bühne. 2014 verkörperte er den Sprachtherapeuten Lionel Logue im Theaterstück The King’s Speech im Berliner Schlosspark-Theater und er sang Chansons in der Bar jeder Vernunft.

### Film und Fernsehen

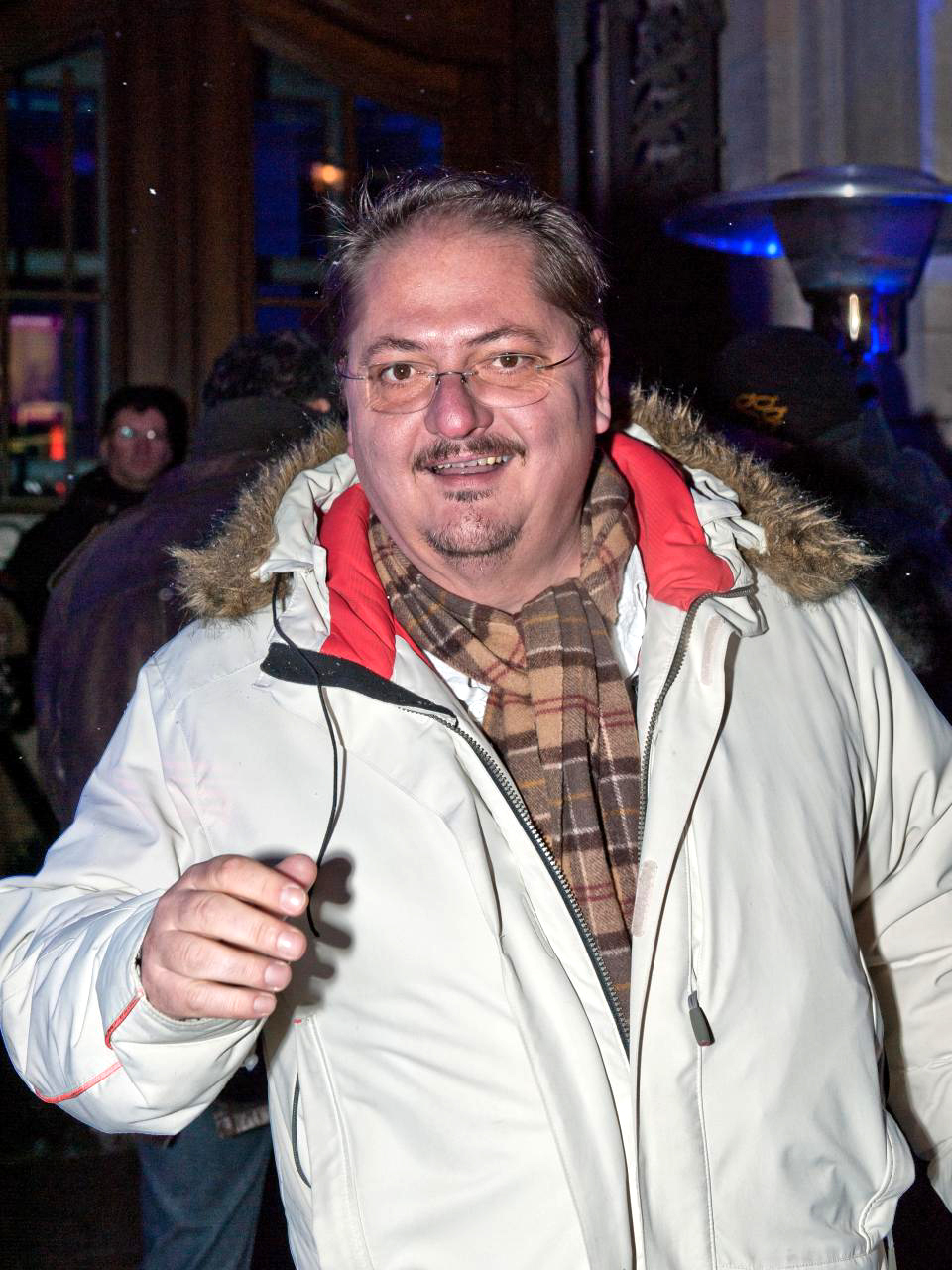
Jürgen Tarrach, 2012

Sein Debüt vor der Kamera hatte Tarrach 1995 in der siebenteiligen ZDF-Fernsehserie Um die 30 in einer durchgehenden Rolle als Carlo Werner. 1996 folgte seine erste Fernsehfilmarbeit Muchas gracias, Willy Wuff, wo er an der Seite von Anja Kruse die Rolle des Ralle spielte. Ein wichtiger Karriereschritt war für Tarrach die dreiteilige ZDF-Krimireihe Die Musterknaben (1997 bis 2003), in welcher er als Partner von Oliver Korittke den Kölner Drogenfahnder Docker verkörperte. Für die darstellerische Leistung wurden er und Korittke 1999 mit einem Sonderpreis bei den Baden-Badener Tagen des Fernsehspiels ausgezeichnet.
2000 erhielt er den Deutschen Fernsehpreis als bester Schauspieler in einer Nebenrolle für die Titelrolle in der Tatort-Folge Norbert. Er übernahm in der Folgezeit weitere Gastrollen in der Krimireihe. Für seine Darstellung des Walter Sedlmayr in dem Fernsehfilm Wambo wurde Tarrach 2001 mit einem weiteren Sonderpreis in Baden-Baden und 2002 zusammen mit dem Regisseur Jo Baier mit dem Adolf-Grimme-Preis ausgezeichnet. 2004 spielte er in der österreichischen Kriminalsatire Silentium einen urophilen Opernsänger. 2006 war er in einer Nebenrolle als Schultz im 21. James-Bond-Film Casino Royale an der Seite von Daniel Craig zu sehen. 2009 übernahm er unter der Regie von Christian Theede die Rolle des Zauberers Abbadon in dem Märchenfilm Der gestiefelte Kater der Fernsehreihe Sechs auf einen Streich.
Seit 2016 steht er für die ARD-Krimireihe Der Lissabon-Krimi vor der Kamera, wo er an der Seite von Vidina Popov als seine Assistentin Marcia Amaya die männliche Hauptrolle als Anwalt Eduardo Silva spielt.
Im Film verkörpert Jürgen Tarrach vorwiegend Gestalten der etwas schmierigen Art: korrupte Politiker (Unter Verdacht: Grauzone), unseriöse Gebrauchtwagenhändler (Plötzlich Millionär), betrügerische Rechtsanwälte (Tatort: Gestern war kein Tag), habgierige Manager (Donna Leon: Endlich mein), scheinheilige Laienprediger (Pfarrer Braun: Ein Zeichen Gottes) usw., doch weiß er als erfahrener Allrounder auch alle anderen Charaktere überzeugend darzustellen.

### Musik und Privates
2019 veröffentlichte Tarrach das Fado-Album Zum Glück traurig. Das Lied Ein Schrei nahm er gemeinsam mit Film-Partnerin Vidina Popov auf.
Jürgen Tarrach lebt in Potsdam und hat zwei Kinder.

## Filmografie

### Kinofilme
- 1998: Der Eisbär
- 1998: Blind Date
- 1999: Late Show
- 1999: Schlaraffenland
- 1999: Schnee in der Neujahrsnacht
- 2000: Kaliber Deluxe
- 2000: Drei Chinesen mit dem Kontrabass
- 2000: Der Krieger und die Kaiserin
- 2003: Die Klasse von ’99 – Schule war gestern, Leben ist jetzt
- 2004: Silentium
- 2005: Es ist ein Elch entsprungen
- 2006: 7 Zwerge – Der Wald ist nicht genug
- 2006: James Bond 007: Casino Royale (Casino Royale)
- 2007: Der Letzte macht das Licht aus!
- 2007: Freischwimmer
- 2008: Der Vorleser
- 2010: Jerry Cotton
- 2011: Hexe Lilli – Die Reise nach Mandolan
- 2013: Systemfehler – Wenn Inge tanzt
- 2013: Blutgeld
- 2016: Jeder stirbt für sich allein (Alone in Berlin)
- 2017: Hit Mom – Mörderische Weihnachten
- 2018: Ein wilder Sommer – Die Wachau-Saga
- 2018: Fünf Freunde und das Tal der Dinosaurier
- 2019: Und der Zukunft zugewandt
- 2021: Ich bin dein Mensch

### Fernsehfilme
- 1996: Muchas gracias, Willy Wuff
- 1997: Koma – Lebendig begraben
- 1998: Durch dick & dünn
- 1999: Lupo und der Muezzin
- 1999: Verliebt in eine Unbekannte
- 2001: Wambo
- 2001: Das sündige Mädchen
- 2002: Die Affäre Semmeling (Sechsteiler)
- 2002: Geliebte Diebin
- 2003: Schwabenkinder
- 2004: Die Kirschenkönigin (Dreiteiler)
- 2004: Finanzbeamte küsst man nicht
- 2005: Die Patriarchin (Dreiteiler)
- 2005: Stürmisch verliebt
- 2005: Schiller
- 2006: Neger, Neger, Schornsteinfeger!
- 2007: Heimweh nach drüben
- 2008: Das Papst-Attentat
- 2008: Die Sache mit dem Glück
- 2008: Plötzlich Millionär
- 2008: Mogadischu
- 2009: Schuldig
- 2009: Ein Mann, ein Fjord!
- 2009: Hinter blinden Fenstern
- 2009: Der gestiefelte Kater
- 2009: Heute keine Entlassung
- 2010: Der Gewaltfrieden
- 2010: Der Täter
- 2010: Das Geheimnis in Siebenbürgen
- 2010: Familie Fröhlich – Schlimmer geht immer
- 2011: Für immer 30
- 2011: Konterrevolution – Der Kapp-Lüttwitz-Putsch 1920
- 2011: Tödlicher Rausch
- 2012: Europas letzter Sommer
- 2012: Die Schöne und das Biest
- 2013: Nacht über Berlin
- 2013: Ein weites Herz – Schicksalsjahre einer deutschen Familie
- 2013: Der Vollgasmann
- 2014: Küstennebel
- 2015: Ein Sommer in Griechenland
- 2015: Große Fische, kleine Fische
- 2015: Das Dorf der Mörder
- 2015: Die Wunderübung
- 2016: Handwerker und andere Katastrophen
- 2016: Das Sacher (Zweiteiler)
- 2018: Tannbach – Schicksal eines Dorfes (Dreiteiler, Staffel 2)
- 2021: Um die 50
- 2023: Endlich Witwer – Über alle Berge

### Fernsehserien und -reihen
- 1995: Um die 30 (7 Folgen)
- 1995: Unser Lehrer Doktor Specht (Folge Das größte Fest des Jahres – Weihnachten bei unseren Fernsehfamilien)
- 1996: Tatort: Der kalte Tod
- 1997: Die Gang (Folge Tanz in den Tod)
- 1997: Stockinger (Folge Pfeile im Tennengau)
- 1997: Der Kapitän (5 Folgen)
- 1997: Frauenarzt Dr. Markus Merthin (Folge Das Ende einer Safari)
- 1997–2003: Die Musterknaben (3 Folgen)
- 1997: Polizeiruf 110: Feuertod
- 1998: Die Straßen von Berlin (Folge Die Mandarine von Marzahn)
- 1998: Am liebsten Marlene (Folge Das schönste Geschenk)
- 1998–2014: Ein Fall für zwei und Ein Fall für zwei (2014) (verschiedene Rollen, 3 Folgen)
- 1999: Tatort: Norbert
- 1999: Tatort: Mordfieber
- 2000: Die Cleveren (Folge Der Fetischist)
- 2002: Ein starkes Team: Der Mann, den ich hasse
- 2002: Tatort: Zahltag
- 2003: Stubbe – Von Fall zu Fall: Tödlicher Schulweg
- 2003: Tatort: Leyla
- 2004: Tatort: Bienzle und der steinerne Gast
- 2004: Polizeiruf 110: Der Prinz von Homburg
- 2004: Tatort: Janus
- 2005: Tatort: Minenspiel
- 2005: Edel & Starck (Folge Die Venusfalle)
- 2005: Das Duo: Herzflimmern
- 2006–2008: Unter anderen Umständen
  - 2006: Unter anderen Umständen
  - 2008: Böse Mädchen
- 2007: Rosa Roth – Der Tag wird kommen (Dreiteiler, 2 Folgen)
- 2007: Tatort: Schleichendes Gift
- 2007: Pfarrer Braun: Ein Zeichen Gottes
- 2008: KDD – Kriminaldauerdienst (7 Folgen)
- 2008: SOKO 5113 (Folge Angst)
- 2008: Marie Brand und der Charme des Bösen
- 2010: Lutter: Rote Erde
- 2010, 2017: Der Kriminalist (verschiedene Rollen, 2 Folgen)
- 2011: SOKO Köln (Folge Näher mein Gott zu dir)
- 2011: Mord in bester Gesellschaft: Das Ende vom Lied
- 2011: Danni Lowinski (Folge Alles muss raus)
- 2011: Tatort: Gestern war kein Tag
- 2011: SOKO Kitzbühel (Folge Sunset)
- 2012, 2014: Der Alte (verschiedene Rollen, 2 Folgen)
- 2012: Flemming (Folge Sunset)
- 2013: IK1 – Touristen in Gefahr (Folge Hong Kong)
- 2013: Ein starkes Team: Prager Frühling
- 2013: Vier Frauen und ein Todesfall (2 Folgen)
- 2013: Nord Nord Mord – Clüver und die fremde Frau
- 2013–2014: SOKO Wismar (5 Folgen)
- 2014: Der letzte Bulle (3 Folgen)
- 2014: Letzte Spur Berlin (Folge Sieben Leben)
- 2015: Unter Verdacht: Grauzone
- 2016: Böser Wolf – Ein Taunuskrimi (Zweiteiler)
- 2017: Der Staatsanwalt (Folge Tödliche Übernahme)
- 2017: Wilsberg: Der Betreuer
- 2017: Lotta & der Ernst des Lebens
- 2018: Donna Leon – Endlich mein
- seit 2018: Der Lissabon-Krimi
  - 2018: Der Tote in der Brandung
  - 2018: Alte Rechnungen
  - 2019: Dunkle Spuren
  - 2019: Feuerteufel
  - 2020: Zum Schweigen verurteilt
  - 2020: Die verlorene Tochter
- 2019: Tatort: Ein Tag wie jeder andere
- 2020: Herzkino.Märchen: Schneewittchen am See
- 2023: Wir sind die Meiers (Fernsehserie)

### Synchronrollen
- 2008: Der Vorleser als Gerhard Bade
- 2016: Jeder stirbt für sich allein (Alone in Berlin) als Richard Schopf

## Hörbücher
- 2005: Robert Harris: Pompeji. Random House Audio, ISBN 978-3-89830-809-0
- 2013: Agatha Christie: Das Böse unter der Sonne. der Hörverlag, ISBN 978-3-8445-1124-6.
- 2014: Philipp Meyer: Der erste Sohn. (gemeinsam mit Hans Peter Hallwachs u. Regina Lemnitz). der Hörverlag, ISBN 978-3-8445-1376-9.

## Hörspiele
- 2014: Fabrice Melquiot: Als ich Charles war – Regie: Steffen Moratz (Hörspiel – SR/DKultur)

## Kochbuch
- Klaus Ortner, Jürgen Tarrach: Richtig fressen. Rezepte zum Sattwerden. Köln 2003, ISBN 3-462-03254-2.

## Auszeichnungen
- 1999: Baden-Badener Tage des Fernsehspiels, Sonderpreis für die Rolle in Die Musterknaben 2
- 2000: Deutscher Fernsehpreis bester Schauspieler in einer Nebenrolle für die Titelrolle in der Tatort-Folge Norbert
- 2001: Baden-Badener Tage des Fernsehspiels, Sonderpreis für die Rolle in Wambo
- 2002: Adolf-Grimme-Preis für die Rolle in  Wambo
- 2015: 5. Kunst- und Kulturpreis der Stadt Übach-Palenberg